# Juan Gómez (pintor)

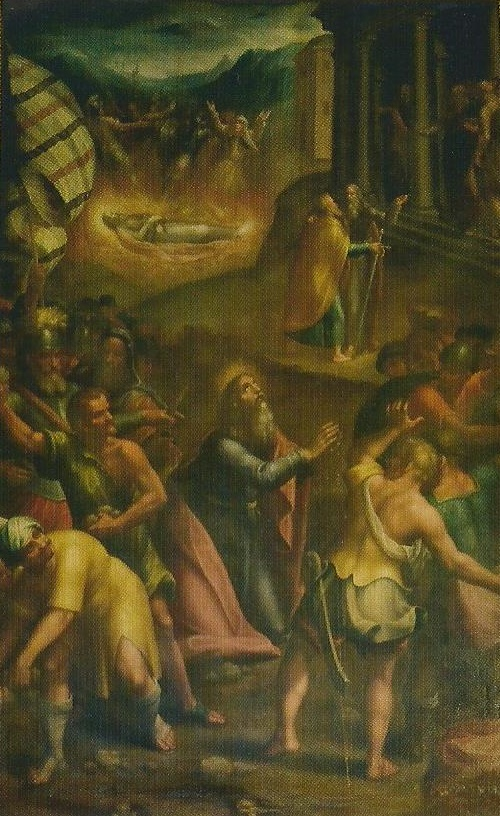
Martirio de san Bernabé, retablo mayor de la iglesia de San Bernabé (El Escorial).

Juan Gómez (Cuenca, c. 1555-El Escorial, 1597) fue un pintor renacentista español, miembro de una familia de artistas conquenses y padre del arquitecto Juan Gómez de Mora.

## Biografía
Hijo de Gonzalo Gómez y nieto de Martín Gómez el Viejo, a partir de 1572 se le documenta como testigo y partícipe en contratos firmados por el padre. En 1581, ya en solitario, contrató con el escultor Giraldo de Flugo la realización de una imagen de la Inmaculada para Olmeda de la Cuesta, en la que Gómez pondría el policromado. Esta colaboración con el escultor se repitió algunos años después, cuando ambos contrataron la hechura de una imagen de San Sebastián con su caja para Culebras y una Virgen con el Niño para Bólliga.
Casado en fecha ignorada con Francisca de Mora, hija de un zapatero y hermana del que sería arquitecto real Francisco de Mora, el matrimonio tuvo al menos ocho hijos, los cuatro primeros bautizados en Cuenca entre 1585 y 1590 y los cuatro últimos en Madrid y El Escorial de 1592 a 1597. También en 1585 se convierte en jefe del taller familiar, en el que al menos en los primeros momentos y cumpliendo la voluntad paterna colaboró su hermano Martín Gómez el Joven. Ambos trabajaron en la conclusión del retablo mayor de Zafra de Zancara, iniciado por su padre, y en el del convento de Jesús y María de Huete. Pero, además, colaboró en alguna ocasión con Fernando Mayorga y con Bartolomé Matarana se repartió en 1587 la pintura del retablo del convento de San Francisco de Cuenca.
En 1592, coincidiendo con el ascenso de su cuñado en el favor real, se trasladó con su familia a Madrid. Inmediatamente comenzó a trabajar para el monasterio de El Escorial, para el que ese mismo año pintó un lienzo del Niño perdido por el que cobró cuatrocientos reales. En 1593 fue nombrado pintor del rey, con sueldo de cien ducados anuales. En tal cargo pintó algunas historias de san Jerónimo para los claustros pequeños del monasterio y retocó los altares de las reliquias pintados por Federico Zuccaro, que no agradaban al rey. En 1595 y 1596 cobró diversas cantidades por el retablo mayor y el de Vicenta, criada de la infanta Isabel, en la iglesia parroquial de la villa de El Escorial, dedicada a san Bernabé, en la que fue enterrado el 24 de noviembre de 1597, tras fallecer repentinamente a causa de una apoplejía.
Son estas obras escurialenses, pintadas según fray José de Sigüenza en un estilo dulce, de color «harto apacible, y de mucha devoción», las únicas que se le pueden atribuir con seguridad, habiéndose perdido toda la producción documentada de su etapa conquense, a la que podrían corresponder algunas tablas del retablo mayor de Tondos o las de la vida de santa Lucía procedentes de la iglesia de la Trinidad de Alarcón.